# 勝岩里飛行場
勝岩里飛行場は北朝鮮咸鏡北道鏡城郡勝岩労働者区にある空港。

## 施設
日本海(現地呼称は朝鮮東海)沿いにある飛行場には、2950x190フィート(899x58m)の単一のアスファルト滑走路がある。